# María de las Mercedes của Tây Ban Nha
María de las Mercedes của Tây Ban Nha hay María de las Mercedes de Borbón y Habsburgo-Lorena (tiếng Tây Ban Nha: María de las Mercedes de España; 11 tháng 9 năm 1880 – 17 tháng 10 năm 1904) là người con đầu lòng của Alfonso XII của Tây Ban Nha và Maria Christina Henriette của Áo. María giữ tước vị Thân vương xứ Asturias với tư cách là người thừa kế lâm thời của Ngai vàng Tây Ban Nha trong suốt 24 năm của cuộc đời.
Nếu người em út của María de las Mercedes, không được sinh ra hoặc là con gái, Mercedes sẽ là Nữ vương Tây Ban Nha. Thế nhưng, đứa trẻ ra đời vào năm 1886 là một bé trai và trở thành Quốc vương Tây Ban Nha với tên hiệu Alfonso XIII, do đó María de las Mercedes không trở thành Nữ vương mà tiếp tục giữ vị trí người thừa kế lâm thời cho đến khi qua đời, và con trai của María đảm nhận vị trí người thừa kế trong cho đến khi Alfonso XIII kết hôn và có con hợp pháp.
María de las Mercedes kết hôn tại Madrid vào ngày 14 tháng 2 năm 1901, người em họ là Carlo Tancredi của Hai Sicilie, cháu trai của Quốc vương Francesco II của Vương quốc Hai Sicilie lúc bấy giờ đã không còn tồn tại, Carlo sau đó người đã được phong làm Vương nữ tế Tây Ban Nha . Cuộc hôn nhân của hai người gây nên nhiều tranh cãi do mối quan hệ của bố chồng María với phái Carlist. María qua đời ba năm sau đó vì biến chứng khi sinh đứa con thứ ba.

## Thiếu thời
María de las Mercedes của Tây Ban Nha sinh ngày 11 tháng 9 năm 1880 tại Cung điện Vương thất Madrid,  là con đầu lòng của Alfonso XII của Tây Ban Nha và Maria Christina Henriette của Áo. Vương nữ được đặt tên thánh là María de las Mercedes Isabel Teresa Cristina Alfonsa. Mẹ đỡ đầu của María là Cựu vương Isabel II, bà nội của vương nữ, đến từ Paris để dự ngày sinh của đứa cháu đầu lòng. María de las Mercedes là nỗi thất vọng lớn của gia đình và quốc gia khi họ hy vọng vào sự chào đời của một vương tử. Để xoa dịu tình hình, Vương hậu Maria Christina Henriette đã đề nghị đặt cho con gái là María de las Mercedes để vinh danh người vợ đầu của chồng cũng là María de las Mercedes của Tây Ban Nha.
María de las Mercedes là người thừa kế lâm thời từ khi sinh ra, nhưng nỗi thất vọng quá lớn về giới tính khiến Vương nữ ban đầu chỉ được đối đãi như một Infanta. Antonio Cánovas del Castillo, khi đó là người đứng đầu chính phủ, vốn không thích Maria Christina và không muốn vương miện lại được trao cho một phụ nữ sau triều đại thảm khốc của Isabel II của Tây Ban Nha, đã quyết định phớt lờ vương nữ. Chỉ đến khi Práxedes Mateo Sagasta, Tổng thống kế nhiệm Cánovas đã gây áp lực buộc Alfonso XII phải phong tước cho con gái, do đó vào ngày 10 tháng 3 năm 1881, María được phong tước hiệu Thân vương xứ Asturias mà Vương nữ xứng đáng được nhận. Vào ngày 12 tháng 11 năm 1882, Mercedes có thêm một em gái là María Teresa Isabel. Cuộc hôn nhân của cha mẹ hai chị em không hạnh phúc và Alfonso XII kết hôn với Maria Christina Henriette chỉ để đảm bảo việc kế vị cho ngai vàng Tây Ban Nha. Alfonso XII không yêu vợ và thất vọng khi Maria Christina Henriette chỉ sinh được hai con gái, trong khi bản thân Alfonso đã có hai con trai ngoại hôn. Vào tháng 7 năm 1883, Maria Christina Henriette rời triều đình Tây Ban Nha và cùng các con gái đến thăm gia đình ở Áo.
Mùa hè năm 1884, sức khỏe của Alfonso XII suy giảm và mắc phải bệnh lao. Sau một thời gian ngắn hồi phục, vị quốc vương 27 tuổi đã qua đời vào ngày 25 tháng 11 năm 1885, để lại một góa phụ đang mang thai ba tháng. Mercedes không được tuyên bố là nữ vương ngay lập tức vì Vương nữ sẽ bị thay thế nếu đứa trẻ sinh ra là con trai, và thay vào đó, có một "khoảng nghỉ" (interregnum) kéo dài sáu tháng cho đến khi em trai María là Alfonso XIII ra đời vào ngày 17 tháng 5 năm 1886 lên ngôi vương ngay khi mới sinh. Nếu đứa trẻ trong bụng Maria Christina bị sẩy hoặc sinh ra là một cô con gái khác, Mercedes sẽ trở thành nữ vương và được công nhận là quân chủ của Tây Ban Nha trong sáu tháng đó. María de las Mercedes tiếp tục giữ vị trí người thừa kế lâm thời cho đến khi qua đời.

## Giáo dục

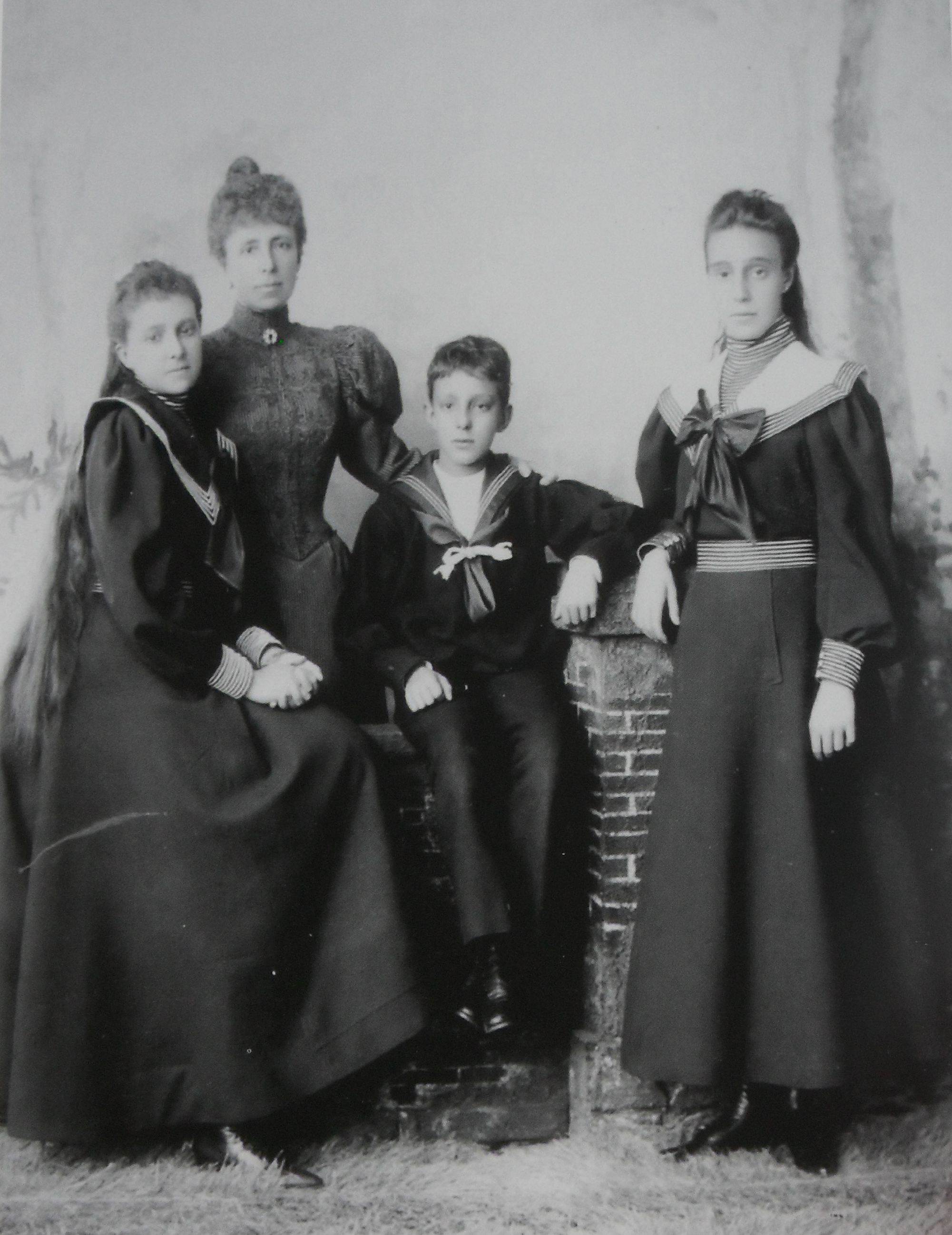
Mercedes cùng với mẹ là Vương hậu Maria Christina Henriette, em trai là Alfonso XIII và em gái là Vương nữ María Teresa Isabel.

Mercedes xuất hiện trước công chúng lần đầu tiên tại triều đình khi Vương hậu Maria Christina Henriette được tuyên bố là nhiếp chính. Việc giáo dục của Nữ Thân vương xứ Asturias và em gái María Teresa bị giới hạn trong Cung điện Vương thất Madrid trong một môi trường khắc khổ do hai góa phụ đứng đầu là mẹ và bác ruột của hai chị em là Isabel của Tây Ban Nha (chính Isabel trước đây cũng là Thân vương xứ Asturias). Vương hậu Maria Christina đã nuôi dạy ba đứa con của mình một cách nghiêm khắc. Bất chấp là người thừa kế, Mercedes không được hưởng một nền giáo dục có thể giúp Vương nữ chuẩn bị cho việc điều hành quốc gia. Thay vào đó là nền giáo dục thông thường dành cho các vương nữ đương thời. María tham dự các lớp học piano và hội họa, thêu thùa và được Thái hậu giao cho thực hiện các nhiệm vụ trong cung điện và được đặc biệt chú ý đến sự vâng lời và giới luật tôn giáo.
María de las Mercedes lớn lên trở thành một phụ nữ trẻ nghiêm túc, nhút nhát và thiếu tự tin. María trông giống một thành viên của Hoàng tộc Habsburg hơn có do khuôn mặt dài. Cả gia đình đã dành những tháng ngày mùa hè trong Cung điện Miramar ở San Sebastián.
Ở độ tuổi thiếu niên, María đã cùng mẹ đi thăm bà nội Isabel II ở Paris, cô María de la Paz ở München và bà ngoại Elisabeth Franziska Maria của Áo ở Viên. Tình hình ở Tây Ban Nha trở nên phức tạp hơn với Chiến tranh Tây Ban Nha-Mỹ năm 1898. María và em gái sống một cuộc sống nghiêm ngặt vì người mẹ bảo thủ của hai chị em không cho phép họ tham gia vào đời sống xã hội của giới quý tộc Tây Ban Nha. Ngày 9 tháng 5 năm 1899, Thái hậu Maria Christina Henriette tổ chức bữa tiệc ra mắt cho hai cô con gái tại Cung điện Vương thất, vốn bị trì hoãn do chiến tranh. Tại buổi khiêu vũ, Mercedes phải lòng Carlo Tancredi của Hai Sicilie và cả hai thường xuyên được nhìn thấy cùng nhau.

## Hôn nhân

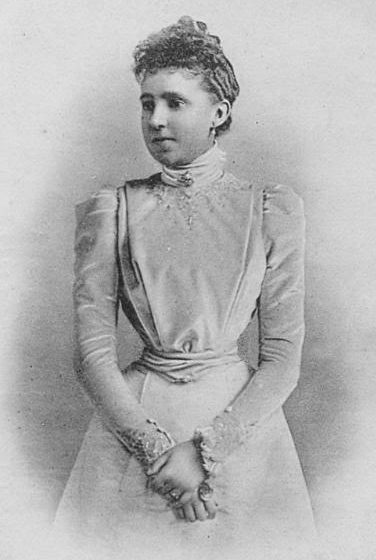
María de las Mercedes của Tây Ban Nha, Thân vương xứ Asturias

Vương tôn Carlo, người cháu họ của Vương hậu Maria Christina, thuộc Vương thất Hai Sicilie đã không còn tồn tại, đã đến Tây Ban Nha nhiều năm trước đó để theo đuổi sự nghiệp quân sự trong quân đội Tây Ban Nha. Sự kết đôi của vương nữ María và Carlo không phải là ngẫu nhiên khi Carlo đã được cả Thái hậu Maria Christina và Vương nữ Isabel Francisca chọn làm chồng tương lai của María de las Mercedes. Việc gả Mercedes cho một thành viên của gia đình Borbón được coi là tối quan trọng để tránh sự thay đổi triều đại cai trị trong trường hợp María kế vị em trai mình. Vương tôn Carlo được đề xuất những lợi thế khác khi làm chồng cho Nữ Thân vương xứ Asturias. Vì không thuộc một vương thất đang trị vì, nên Carlo có thể định cư lâu dài ở Tây Ban Nha và nhập tịch Tây Ban Nha. Tuy nhiên, Carlo đã phải từ bỏ quyền thừa kế của mình đối với ngai vàng Vương quốc Hai Sicilie vì Vương tôn đứng thứ ba trong danh sách kế vị sau cha và anh trai của mình.
Carlos có tính cách nghiêm túc, nhút nhát, đẹp trai và Mercedes đã bị thu hút bởi Vương tôn. Lễ đính hôn của hai người được công bố vào ngày 14 tháng 12 năm 1899 và ngay lập tức vấp phải sự phản đối mạnh mẽ của đảng tự do, đảng cộng hòa và đông đảo xã hội Tây Ban Nha. Bản thân Carlo không phải là vấn đề nhưng cha của vương tôn là Alfonso của Hai Sicilie, Bá tước xứ Caserta, từng là một vị tướng trong Chiến tranh Carlist và đã tham gia vào cuộc cướp phá thành phố Cuenca của phái Carlist.  Có lo sợ rằng nếu con trai của Caserta kết hôn với Mercedes sẽ đưa phe Carlist đến quá gần ngai vàng Tây Ban Nha. Ngay cả tên của Vương tôn là Carlo - cũng làm dấy lên nghi ngờ. Ngoài ra, Vương tộc Borbone-Hai Sicilie được coi là triều đại Công giáo bảo thủ nhất khiến cho đảng tự do lo lắng.
Đã có những lời công kích gay gắt chống lại cuộc hôn nhân của María de las Mercedes trên báo chí và những cuộc biểu tình trên đường phố ở Madrid, Sevilla và Granada. Tổng giám mục xứ Valladolid, một trong những vị giám mục nổi tiếng nhất của Tây Ban Nha, đã viết một lá thư cho Thái hậu Maria Christina Henriette cảnh báo về những hậu quả thảm khốc nếu cuộc hôn nhân diễn ra. Thái hậu đã viết lại cho ông rằng: "Thưa ngài tổng giám mục, hãy cống hiến hết mình để điều hành giáo phận và cầu nguyện,  vì đó là nghĩa vụ chính của ngài, có lẽ bằng cách này, sẽ không có thảm họa nào mà ngài dự đoán sẽ xảy ra". Bản thân María de las Mercedes đã bày tỏ sự bức xúc trước sự phản đối mạnh mẽ việc lựa chọn chú rể của mình trong bức thư gửi cho người cô Paz: “Con rất vui khi lấy được anh ấy, nhưng con cũng buồn với những người đã tạo nên ồn ào này và khiến mẹ con phải khổ sở vì chuyện này. .. tất cả chỉ vì cha anh ấy đã chiến đấu cho don Carlos. Liệu điều này có công bằng không?"
Cuộc tranh cãi đã làm hỏng các lễ hội mừng đám cưới. Vào ngày cưới, các con đường dẫn đến Cung điện Vương thất đã bị rào chắn vì sợ những người biểu tình và một số lượng lớn quân đội được triển khai khắp thủ đô. Tuy nhiên, không có sự cố lớn nào xảy ra và buổi lễ diễn ra vào ngày 14 tháng 2 năm 1901 tại nhà nguyện của Cung điện Vương thất Madrid.

## Qua đời
Cặp đôi sống tại Cung điện Vương thất Madrid, gần với Thái hậu Maria Christina như ý mà Thái hậu mong muốn. Cuộc hôn nhân của hai người rất hạnh phúc và hai người con nhanh chóng được chào đời là Alfonso María (1901–1964) và Fernando María Antonio (1903–1905).
Trong lần mang thai lần thứ ba, María de las Mercedes khao khát có con gái vì đã có hai con trai. Vào tháng 9 năm 1904, Vương nữ tròn hai mươi bốn tuổi. Tháng sau, hai mươi ngày trước ngày dự sinh, Mercedes lâm bệnh nặng.  Vương nữ bị viêm ruột thừa mà ban đầu bị chẩn đoán sai là đau quặn ruột đơn giản. Viêm phúc mạc xảy ra vào đầu giờ ngày 16 tháng 10 năm 1904 và María sinh non đứa con thứ ba là Isabel Alfonsa (1904–1985).
Sức khỏe của người María bị tổn hại nghiêm trọng đến mức người ta ít chú ý đến đứa trẻ vốn bị cho là đã chết non cho đến khi vị vua trẻ Alfonso XIII nhận ra đứa bé vẫn còn sống. María de las Mercedes qua đời vào ngày 17 tháng 10 năm 1904 trong vòng tay gia đình.
Ba đứa con của Mercedes được giao cho Thái hậu Maria Christina Henriette chăm sóc và được nuôi dưỡng trong triều đình của Quốc vương Alfonso XIII. Người con trai cả Alfonso María thay thế mẹ trở thành người thừa kế lâm thời của ngai vàng Tây Ban Nha nhưng không được phong làm Thân vương xứ Asturias.

## Tước hiệu, kính xưng, huân chương và vương huy

### Tước hiệu và kính xưng
- 11 tháng 9 năm 1880 – 11 tháng 3 năm 1881: Su Alteza Real la Serenísima Señora infanta heredera doña María de las Mercedes de Borbón y Austria[20][21] (Đức ngài Đáng kính Vương nữ thừa kế María de las Mercedes của Borbón và Áo Điện hạ).
- 11 tháng 3 năm 1881 – 17 tháng 10 năm 1904: Su Alteza Real la Princesa de Asturias[22] (Thân vương xứ Asturias Điện hạ).

### Huân chương
- Quý cô thứ 816 của Huân chương Vương hậu María Luisa (Tây Ban Nha)
- Bậc Grand Cordon of the Precious Crown, 10 tháng 6 năm 1902 (Đế quốc Nhật Bản)[23]

### Vương gia huy

Vương gia huy của María de las Mercedes của Tây Ban Nha, Nữ Thân vương xứ Asturias
Vương huy của María de las Mercedes de Borbón y Habsburgo-Lorena

## Gia phả
| \| \| \| \| \| \| \| \| \| \| \| \| \| \| \| \| \| \| \| \| 16. Carlos IV của Tây Ban Nha (= 20) \| \| \| \| \| \| \| \| \| \| \| \| \| \| \| \| \| \| \| \| \| \| \| \| \| \| \| \| \| \| \| \| \| \| \| \| \| \| \| \| \| \| \| \| \| \| \| \| \| \| \| \| \| \| 8. Fernando VII của Tây Ban Nha \| \| \| \| \| \| \| \| \| \| \| \| \| \| \| \| \| \| \| \| \| \| \| \| \| \| \| \| \| \| \| \| \| \| \| \| \| \| \| \| \| \| \| \| \| \| \| \| \| \| \| \| \| \| 17. María Luisa của Parma (= 21) \| \| \| \| \| \| \| \| \| \| \| \| \| \| \| \| \| \| \| \| \| \| \| \| \| \| \| \| \| \| \| \| \| \| \| \| \| \| \| \| \| \| \| \| \| \| \| \| \| \| \| \| \| \| 4. Isabel II của Tây Ban Nha \| \| \| \| \| \| \| \| \| \| \| \| \| \| \| \| \| \| \| \| \| \| \| \| \| \| \| \| \| \| \| \| \| \| \| \| \| \| \| \| \| \| \| \| \| \| \| \| \| \| \| \| \| \| 18. Francesco I của Hai Sicilie (= 22) \| \| \| \| \| \| \| \| \| \| \| \| \| \| \| \| \| \| \| \| \| \| \| \| \| \| \| \| \| \| \| \| \| \| \| \| \| \| \| \| \| \| \| \| \| \| \| \| \| \| \| \| \| \| 9. Maria Cristina của Hai Sicilie \| \| \| \| \| \| \| \| \| \| \| \| \| \| \| \| \| \| \| \| \| \| \| \| \| \| \| \| \| \| \| \| \| \| \| \| \| \| \| \| \| \| \| \| \| \| \| \| \| \| \| \| \| \| 19. María Isabel của Tây Ban Nha (= 23) \| \| \| \| \| \| \| \| \| \| \| \| \| \| \| \| \| \| \| \| \| \| \| \| \| \| \| \| \| \| \| \| \| \| \| \| \| \| \| \| \| \| \| \| \| \| \| \| \| \| \| \| \| \| 2. Alfonso XII của Tây Ban Nha \| \| \| \| \| \| \| \| \| \| \| \| \| \| \| \| \| \| \| \| \| \| \| \| \| \| \| \| \| \| \| \| \| \| \| \| \| \| \| \| \| \| \| \| \| \| \| \| \| \| \| \| \| \| 20. Carlos IV của Tây Ban Nha (= 16) \| \| \| \| \| \| \| \| \| \| \| \| \| \| \| \| \| \| \| \| \| \| \| \| \| \| \| \| \| \| \| \| \| \| \| \| \| \| \| \| \| \| \| \| \| \| \| \| \| \| \| \| \| \| 10. Francisco de Paula của Tây Ban NHa \| \| \| \| \| \| \| \| \| \| \| \| \| \| \| \| \| \| \| \| \| \| \| \| \| \| \| \| \| \| \| \| \| \| \| \| \| \| \| \| \| \| \| \| \| \| \| \| \| \| \| \| \| \| 21. María Luisa của Parma (= 17) \| \| \| \| \| \| \| \| \| \| \| \| \| \| \| \| \| \| \| \| \| \| \| \| \| \| \| \| \| \| \| \| \| \| \| \| \| \| \| \| \| \| \| \| \| \| \| \| \| \| \| \| \| \| 5. Francisco de Asís của Tây Ban Nha \| \| \| \| \| \| \| \| \| \| \| \| \| \| \| \| \| \| \| \| \| \| \| \| \| \| \| \| \| \| \| \| \| \| \| \| \| \| \| \| \| \| \| \| \| \| \| \| \| \| \| \| \| \| 22. Francesco I của Hai Sicilie (= 18) \| \| \| \| \| \| \| \| \| \| \| \| \| \| \| \| \| \| \| \| \| \| \| \| \| \| \| \| \| \| \| \| \| \| \| \| \| \| \| \| \| \| \| \| \| \| \| \| \| \| \| \| \| \| 11. Luisa Carlota của Hai Sicilie \| \| \| \| \| \| \| \| \| \| \| \| \| \| \| \| \| \| \| \| \| \| \| \| \| \| \| \| \| \| \| \| \| \| \| \| \| \| \| \| \| \| \| \| \| \| \| \| \| \| \| \| \| \| 23. María Isabel của Tây Ban Nha (= 19) \| \| \| \| \| \| \| \| \| \| \| \| \| \| \| \| \| \| \| \| \| \| \| \| \| \| \| \| \| \| \| \| \| \| \| \| \| \| \| \| \| \| \| \| \| \| \| \| \| \| \| \| \| \| 1. María de las Mercedes của Tây Ban Nha \| \| \| \| \| \| \| \| \| \| \| \| \| \| \| \| \| \| \| \| \| \| \| \| \| \| \| \| \| \| \| \| \| \| \| \| \| \| \| \| \| \| \| \| \| \| \| \| \| \| \| \| \| \| 24. Leopold II của Thánh chế La Mã (= 28) \| \| \| \| \| \| \| \| \| \| \| \| \| \| \| \| \| \| \| \| \| \| \| \| \| \| \| \| \| \| \| \| \| \| \| \| \| \| \| \| \| \| \| \| \| \| \| \| \| \| \| \| \| \| 12. Karl Ludwig của Áo \| \| \| \| \| \| \| \| \| \| \| \| \| \| \| \| \| \| \| \| \| \| \| \| \| \| \| \| \| \| \| \| \| \| \| \| \| \| \| \| \| \| \| \| \| \| \| \| \| \| \| \| \| \| 25. María Luisa của Tây Ban Nha (= 29) \| \| \| \| \| \| \| \| \| \| \| \| \| \| \| \| \| \| \| \| \| \| \| \| \| \| \| \| \| \| \| \| \| \| \| \| \| \| \| \| \| \| \| \| \| \| \| \| \| \| \| \| \| \| 6. Karl Ferdinand của Áo \| \| \| \| \| \| \| \| \| \| \| \| \| \| \| \| \| \| \| \| \| \| \| \| \| \| \| \| \| \| \| \| \| \| \| \| \| \| \| \| \| \| \| \| \| \| \| \| \| \| \| \| \| \| 26. Friedrich Wilhelm xứ Nassau-Weilburg \| \| \| \| \| \| \| \| \| \| \| \| \| \| \| \| \| \| \| \| \| \| \| \| \| \| \| \| \| \| \| \| \| \| \| \| \| \| \| \| \| \| \| \| \| \| \| \| \| \| \| \| \| \| 13. Henriette Alexandrine xứ Nassau-Weilburg \| \| \| \| \| \| \| \| \| \| \| \| \| \| \| \| \| \| \| \| \| \| \| \| \| \| \| \| \| \| \| \| \| \| \| \| \| \| \| \| \| \| \| \| \| \| \| \| \| \| \| \| \| \| 27. Louise Isabella xứ Sayn-Hachenburg \| \| \| \| \| \| \| \| \| \| \| \| \| \| \| \| \| \| \| \| \| \| \| \| \| \| \| \| \| \| \| \| \| \| \| \| \| \| \| \| \| \| \| \| \| \| \| \| \| \| \| \| \| \| 3. Maria Christina Henriette của Áo \| \| \| \| \| \| \| \| \| \| \| \| \| \| \| \| \| \| \| \| \| \| \| \| \| \| \| \| \| \| \| \| \| \| \| \| \| \| \| \| \| \| \| \| \| \| \| \| \| \| \| \| \| \| 28. Leopold II của Thánh chế La Mã (= 24) \| \| \| \| \| \| \| \| \| \| \| \| \| \| \| \| \| \| \| \| \| \| \| \| \| \| \| \| \| \| \| \| \| \| \| \| \| \| \| \| \| \| \| \| \| \| \| \| \| \| \| \| \| \| 14. Joseph Anton của Áo \| \| \| \| \| \| \| \| \| \| \| \| \| \| \| \| \| \| \| \| \| \| \| \| \| \| \| \| \| \| \| \| \| \| \| \| \| \| \| \| \| \| \| \| \| \| \| \| \| \| \| \| \| \| 29. María Luisa của Tây Ban Nha (= 25) \| \| \| \| \| \| \| \| \| \| \| \| \| \| \| \| \| \| \| \| \| \| \| \| \| \| \| \| \| \| \| \| \| \| \| \| \| \| \| \| \| \| \| \| \| \| \| \| \| \| \| \| \| \| 7. Elisabeth Franziska Maria Maria của Áo \| \| \| \| \| \| \| \| \| \| \| \| \| \| \| \| \| \| \| \| \| \| \| \| \| \| \| \| \| \| \| \| \| \| \| \| \| \| \| \| \| \| \| \| \| \| \| \| \| \| \| \| \| \| 30. Ludwig xứ Württemberg \| \| \| \| \| \| \| \| \| \| \| \| \| \| \| \| \| \| \| \| \| \| \| \| \| \| \| \| \| \| \| \| \| \| \| \| \| \| \| \| \| \| \| \| \| \| \| \| \| \| \| \| \| \| 15. Maria Dorothea xứ Württemberg \| \| \| \| \| \| \| \| \| \| \| \| \| \| \| \| \| \| \| \| \| \| \| \| \| \| \| \| \| \| \| \| \| \| \| \| \| \| \| \| \| \| \| \| \| \| \| \| \| \| \| \| \| \| 31. Henriette xứ Nassau-Weilburg \| \| \| \| \| \| \| \| \| \| \| \| \| \| \| \| \| \| \| \| \| \| \| \| \| \| \| \| \| \| \| \| \| \| \| \| \| \| \| \| \| \| \| \| \| \| \| \| \| \| \| \| |                                              |  |  |  |  |  |  |  |  |  |  |  |  |  |  |  |
| |                                              |  |  |  |  |  |  |  |  |  |  |  |  |  |  |  |
| | 16. Carlos IV của Tây Ban Nha (= 20)         |  |  |  |  |  |  |  |  |  |  |  |  |  |  |  |
| |                                              |  |  |  |  |  |  |  |  |  |  |  |  |  |  |  |
| |                                              |  |  |  |  |  |  |  |  |  |  |  |  |  |  |  |
| | 8. Fernando VII của Tây Ban Nha              |  |  |  |  |  |  |  |  |  |  |  |  |  |  |  |
| |                                              |  |  |  |  |  |  |  |  |  |  |  |  |  |  |  |
| |                                              |  |  |  |  |  |  |  |  |  |  |  |  |  |  |  |
| | 17. María Luisa của Parma (= 21)             |  |  |  |  |  |  |  |  |  |  |  |  |  |  |  |
| |                                              |  |  |  |  |  |  |  |  |  |  |  |  |  |  |  |
| |                                              |  |  |  |  |  |  |  |  |  |  |  |  |  |  |  |
| | 4. Isabel II của Tây Ban Nha                 |  |  |  |  |  |  |  |  |  |  |  |  |  |  |  |
| |                                              |  |  |  |  |  |  |  |  |  |  |  |  |  |  |  |
| |                                              |  |  |  |  |  |  |  |  |  |  |  |  |  |  |  |
| | 18. Francesco I của Hai Sicilie (= 22)       |  |  |  |  |  |  |  |  |  |  |  |  |  |  |  |
| |                                              |  |  |  |  |  |  |  |  |  |  |  |  |  |  |  |
| |                                              |  |  |  |  |  |  |  |  |  |  |  |  |  |  |  |
| | 9. Maria Cristina của Hai Sicilie            |  |  |  |  |  |  |  |  |  |  |  |  |  |  |  |
| |                                              |  |  |  |  |  |  |  |  |  |  |  |  |  |  |  |
| |                                              |  |  |  |  |  |  |  |  |  |  |  |  |  |  |  |
| | 19. María Isabel của Tây Ban Nha (= 23)      |  |  |  |  |  |  |  |  |  |  |  |  |  |  |  |
| |                                              |  |  |  |  |  |  |  |  |  |  |  |  |  |  |  |
| |                                              |  |  |  |  |  |  |  |  |  |  |  |  |  |  |  |
| | 2. Alfonso XII của Tây Ban Nha               |  |  |  |  |  |  |  |  |  |  |  |  |  |  |  |
| |                                              |  |  |  |  |  |  |  |  |  |  |  |  |  |  |  |
| |                                              |  |  |  |  |  |  |  |  |  |  |  |  |  |  |  |
| | 20. Carlos IV của Tây Ban Nha (= 16)         |  |  |  |  |  |  |  |  |  |  |  |  |  |  |  |
| |                                              |  |  |  |  |  |  |  |  |  |  |  |  |  |  |  |
| |                                              |  |  |  |  |  |  |  |  |  |  |  |  |  |  |  |
| | 10. Francisco de Paula của Tây Ban NHa       |  |  |  |  |  |  |  |  |  |  |  |  |  |  |  |
| |                                              |  |  |  |  |  |  |  |  |  |  |  |  |  |  |  |
| |                                              |  |  |  |  |  |  |  |  |  |  |  |  |  |  |  |
| | 21. María Luisa của Parma (= 17)             |  |  |  |  |  |  |  |  |  |  |  |  |  |  |  |
| |                                              |  |  |  |  |  |  |  |  |  |  |  |  |  |  |  |
| |                                              |  |  |  |  |  |  |  |  |  |  |  |  |  |  |  |
| | 5. Francisco de Asís của Tây Ban Nha         |  |  |  |  |  |  |  |  |  |  |  |  |  |  |  |
| |                                              |  |  |  |  |  |  |  |  |  |  |  |  |  |  |  |
| |                                              |  |  |  |  |  |  |  |  |  |  |  |  |  |  |  |
| | 22. Francesco I của Hai Sicilie (= 18)       |  |  |  |  |  |  |  |  |  |  |  |  |  |  |  |
| |                                              |  |  |  |  |  |  |  |  |  |  |  |  |  |  |  |
| |                                              |  |  |  |  |  |  |  |  |  |  |  |  |  |  |  |
| | 11. Luisa Carlota của Hai Sicilie            |  |  |  |  |  |  |  |  |  |  |  |  |  |  |  |
| |                                              |  |  |  |  |  |  |  |  |  |  |  |  |  |  |  |
| |                                              |  |  |  |  |  |  |  |  |  |  |  |  |  |  |  |
| | 23. María Isabel của Tây Ban Nha (= 19)      |  |  |  |  |  |  |  |  |  |  |  |  |  |  |  |
| |                                              |  |  |  |  |  |  |  |  |  |  |  |  |  |  |  |
| |                                              |  |  |  |  |  |  |  |  |  |  |  |  |  |  |  |
| | 1. María de las Mercedes của Tây Ban Nha     |  |  |  |  |  |  |  |  |  |  |  |  |  |  |  |
| |                                              |  |  |  |  |  |  |  |  |  |  |  |  |  |  |  |
| |                                              |  |  |  |  |  |  |  |  |  |  |  |  |  |  |  |
| | 24. Leopold II của Thánh chế La Mã (= 28)    |  |  |  |  |  |  |  |  |  |  |  |  |  |  |  |
| |                                              |  |  |  |  |  |  |  |  |  |  |  |  |  |  |  |
| |                                              |  |  |  |  |  |  |  |  |  |  |  |  |  |  |  |
| | 12. Karl Ludwig của Áo                       |  |  |  |  |  |  |  |  |  |  |  |  |  |  |  |
| |                                              |  |  |  |  |  |  |  |  |  |  |  |  |  |  |  |
| |                                              |  |  |  |  |  |  |  |  |  |  |  |  |  |  |  |
| | 25. María Luisa của Tây Ban Nha (= 29)       |  |  |  |  |  |  |  |  |  |  |  |  |  |  |  |
| |                                              |  |  |  |  |  |  |  |  |  |  |  |  |  |  |  |
| |                                              |  |  |  |  |  |  |  |  |  |  |  |  |  |  |  |
| | 6. Karl Ferdinand của Áo                     |  |  |  |  |  |  |  |  |  |  |  |  |  |  |  |
| |                                              |  |  |  |  |  |  |  |  |  |  |  |  |  |  |  |
| |                                              |  |  |  |  |  |  |  |  |  |  |  |  |  |  |  |
| | 26. Friedrich Wilhelm xứ Nassau-Weilburg     |  |  |  |  |  |  |  |  |  |  |  |  |  |  |  |
| |                                              |  |  |  |  |  |  |  |  |  |  |  |  |  |  |  |
| |                                              |  |  |  |  |  |  |  |  |  |  |  |  |  |  |  |
| | 13. Henriette Alexandrine xứ Nassau-Weilburg |  |  |  |  |  |  |  |  |  |  |  |  |  |  |  |
| |                                              |  |  |  |  |  |  |  |  |  |  |  |  |  |  |  |
| |                                              |  |  |  |  |  |  |  |  |  |  |  |  |  |  |  |
| | 27. Louise Isabella xứ Sayn-Hachenburg       |  |  |  |  |  |  |  |  |  |  |  |  |  |  |  |
| |                                              |  |  |  |  |  |  |  |  |  |  |  |  |  |  |  |
| |                                              |  |  |  |  |  |  |  |  |  |  |  |  |  |  |  |
| | 3. Maria Christina Henriette của Áo          |  |  |  |  |  |  |  |  |  |  |  |  |  |  |  |
| |                                              |  |  |  |  |  |  |  |  |  |  |  |  |  |  |  |
| |                                              |  |  |  |  |  |  |  |  |  |  |  |  |  |  |  |
| | 28. Leopold II của Thánh chế La Mã (= 24)    |  |  |  |  |  |  |  |  |  |  |  |  |  |  |  |
| |                                              |  |  |  |  |  |  |  |  |  |  |  |  |  |  |  |
| |                                              |  |  |  |  |  |  |  |  |  |  |  |  |  |  |  |
| | 14. Joseph Anton của Áo                      |  |  |  |  |  |  |  |  |  |  |  |  |  |  |  |
| |                                              |  |  |  |  |  |  |  |  |  |  |  |  |  |  |  |
| |                                              |  |  |  |  |  |  |  |  |  |  |  |  |  |  |  |
| | 29. María Luisa của Tây Ban Nha (= 25)       |  |  |  |  |  |  |  |  |  |  |  |  |  |  |  |
| |                                              |  |  |  |  |  |  |  |  |  |  |  |  |  |  |  |
| |                                              |  |  |  |  |  |  |  |  |  |  |  |  |  |  |  |
| | 7. Elisabeth Franziska Maria Maria của Áo    |  |  |  |  |  |  |  |  |  |  |  |  |  |  |  |
| |                                              |  |  |  |  |  |  |  |  |  |  |  |  |  |  |  |
| |                                              |  |  |  |  |  |  |  |  |  |  |  |  |  |  |  |
| | 30. Ludwig xứ Württemberg                    |  |  |  |  |  |  |  |  |  |  |  |  |  |  |  |
| |                                              |  |  |  |  |  |  |  |  |  |  |  |  |  |  |  |
| |                                              |  |  |  |  |  |  |  |  |  |  |  |  |  |  |  |
| | 15. Maria Dorothea xứ Württemberg            |  |  |  |  |  |  |  |  |  |  |  |  |  |  |  |
| |                                              |  |  |  |  |  |  |  |  |  |  |  |  |  |  |  |
| |                                              |  |  |  |  |  |  |  |  |  |  |  |  |  |  |  |
| | 31. Henriette xứ Nassau-Weilburg             |  |  |  |  |  |  |  |  |  |  |  |  |  |  |  |
| |                                              |  |  |  |  |  |  |  |  |  |  |  |  |  |  |  |
| |                                              |  |  |  |  |  |  |  |  |  |  |  |  |  |  |  |